# Togo i olympiska vinterspelen 2018
Togo deltog i de olympiska vinterspelen 2018 i Pyeongchang, Sydkorea, med en trupp på en atlet fördelat på en sport.
Vid invigningsceremonin bars Togos flagga av längdskidåkaren Mathilde-Amivi Petitjean.